# Ydroússa (ort i Grekland, Västra Makedonien)
Ydroússa (Ydroussa, Kato Ydroussa, Kato Kottori) är en ort i Grekland.   Den ligger i prefekturen Nomós Florínis och regionen Västra Makedonien, i den norra delen av landet, 400 km nordväst om huvudstaden Aten. Ydroússa ligger 712 meter över havet och antalet invånare är 304.
Terrängen runt Ydroússa är kuperad åt sydväst, men åt nordost är den platt. Runt Ydroússa är det ganska glesbefolkat, med 23 invånare per kvadratkilometer. Närmaste större samhälle är Florina, 8,0 km nordväst om Ydroússa. I omgivningarna runt Ydroússa växer i huvudsak lövfällande lövskog.